# 이스라엘의 동성결혼

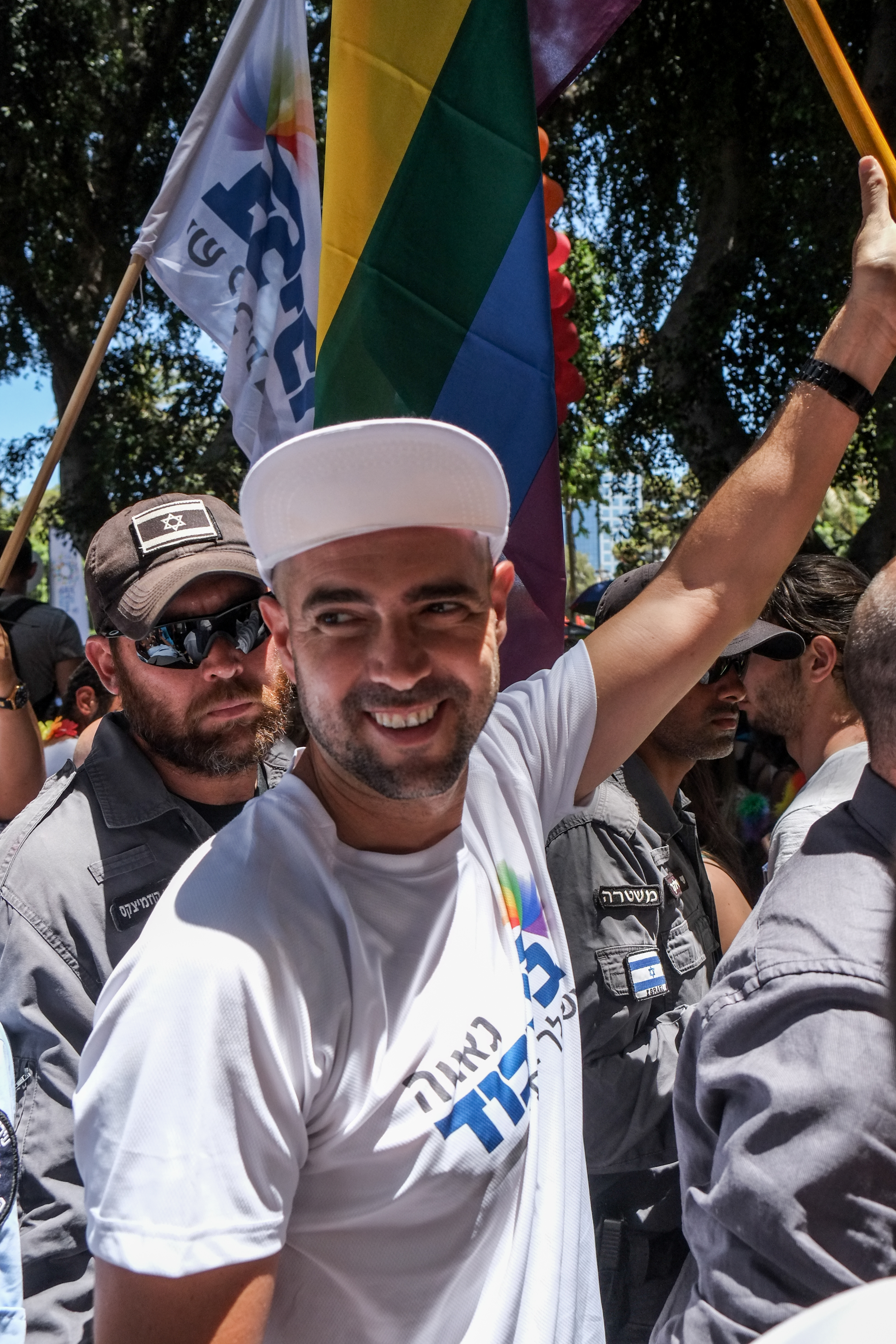

이스라엘은 2006년 11월 26일부터 이스라엘 최고 법원의 판결에 따라 동성결혼이 가능한 타국에서 동성커플에게 발급된 결혼증명서를 인정해주고 있다.
이스라엘 정부는 결혼을 시민 제도가 아닌 종교 제도로 이해하고 있으며, 정부가 아닌 유대교, 이슬람교, 기독교, 드루즈교 등의 각 고백 공동체에서 구성원에게 결혼증명서를 발급한다. 이 공동체들은 각 종교에 따라 서로 다른 결혼 제도를 가지고 있지만, 현재 모두 동성결혼에 반대하고 있어 이스라엘 자국내에서 동성커플에게 결혼식을 열어주거나 공증해주지 않는다. 만약 이 공동체 중 한 곳에서 동성결혼을 인정하게 된다면 해당 공동체에 소속된 구성원들에겐 동성결혼이 가능해진다.
2013년 자유주의 정당인 예쉬 아티드당에서 이성 커플과 동성 커플 모두에게 정부에서 결혼 증명서를 발급해줄 수 있게 하는 법안을 발의하였다.
한편 이스라엘은 1994년부터 동성 커플에게도 시민결합에 준하는 동거관계와 사실혼관계를 인정하고 있다.

## 정치

### 동성결혼 지지 정당
이스라엘의 의회, 크네셋 원내 정당들 중 동성결혼 지지를 공식적으로 밝힌 정당들은 다음과 같다.
- 이스라엘 노동당
- 예쉬 아티드
- 하트누아
- 메레츠
- 하다시 (평화와 평등을 위한 민주전선)
- 쿨라누[3]

### 그외 정당
이스라엘의 보수 우파 정당인 리쿠드의 동성결혼에 관한 공식 입장은 아직 정해지지 않았으나, 2015년 현 이스라엘 총리인 베냐민 네타냐후를 포함, 성소수자 권리를 지지하거나 우호적으로 보는 소속 의원들도 다수 존재한다. 2015년 총선에서 네덜란드의 정치풍향 연구단체인 키에스콤파스는 리쿠드당이 동성결혼을 지지하려고 하는 경향이 있다고 주장하였다.
이스라엘 베이테이누당은 정부에서 결혼증명서를 발급하게 하는 방안에 대해선 지지하고 있지만 동성 결혼에 대한 입장을 확실히 밝힌적이 없다. 키에스콤파스에 의하면 베이테이누당도 리쿠드당과 함께 동성결혼을 지지하려고 하는 경향이 있다고 조사되었다.
이스라엘의 강경 시오니스트 우파 정당인 유대인의 집은 동성결혼에 반대하고 있으나, 동성 커플에게 세제 등 일부 혜택을 주는 제도에는 찬성하고 있다.
정통유대주의 정당인 샤스는 정부와 종교에 관해 매우 보수적인 입장을 밝혀왔으나, 성소수자 권리에 관한 질문에서 이스라엘 국민이라면 어떤 사상과 행동과 사생활을 가지고 있던 어떤 권리도 무시되어서는 안된다고 밝혔다.

## 여론
2009년 8월에 실시된 여론조사에 따르면 이스라엘 국민 중 61%가 동성결혼에 찬성을, 31%가 반대한다고 나타났다.